# Charpentieria itala
Charpentieria itala (G. von Martens, 1824) è un gasteropode terrestre della famiglia dei Clausilidi.

## Descrizione
L'animale è di colore marroncino o nero, variabile localmente. La conchiglia è marrone e liscia, striata o costata; i punti di giuntura della spirale sono spesso più chiari e in genere segnati da papille bianche. Mediamente raggiunge i 14-23x3-5 mm, dimensioni che possono cambiare di zona in zona.

## Biologia
Si nutre di alghe e licheni che crescono sulle superfici rigide. Il ciclo vitale è sconosciuto: le uova, che sono state osservate, sono ovali, di circa 2x2,5 mm.

## Tassonomia
La specie comprende diverse sottospecie, che sono state definite tradizionalmente sulla base di pochi caratteri morfologici; la lista comprende le seguenti:
- Charpentieria itala albopustulata (De Cristofori & Jan, 1832)
- Charpentieria itala allatollae (Käufel, 1928)
- Charpentieria itala baldensis (Charpentier, 1852)
- Charpentieria itala braunii (Rossmässler, 1836)
- Charpentieria itala itala (G. v. Martens, 1824)
- Charpentieria itala latestriata (Küster, 1850)
- Charpentieria itala leccoensis (Saint-Simon, 1848)
- Charpentieria itala nigra Issel, 1866
- Charpentieria itala punctata (Michaud, 1831)
- Charpentieria itala rubiginea (Rossmässler, 1836)
- Charpentieria itala serravalensis (H. Nordsieck, 1963)

## Distribuzione e habitat
La specie è nativa, e ampiamente documentata, dell'Italia continentale (Alpi meridionali e Appennini settentrionali), della Francia sudorientale e della Svizzera meridionale (Ticino); è stata inoltre introdotta, forse tramite le coltivazioni di viti, in vari siti dell'Europa centrale, fra cui l'Austria e la Germania.
Riguardo al suo habitat, può essere rinvenuta frequentemente su rocce o vecchi muri di pietra, spesso all'interno di insediamenti umani, e meno spesso nelle foreste decidue, nei ceppi e fra le foglie cadute. In Svizzera è stata rinvenuta a un'altitudine di 1700 mslm.